# 莫尔道嘎站
莫尔道嘎站，位于中华人民共和国内蒙古自治区呼伦贝尔市额尔古纳市莫尔道嘎镇，是朝乌铁路上的火车站，建于1966年，由哈尔滨铁路局管辖。

## 歷史
- 建于1966年。